# Lezennes Communal Cemetery
Lezennes Communal Cemetery is een Britse militaire begraafplaats gelegen in de Franse plaats Lezennes (Noorderdepartement). De begraafplaats wordt onderhouden door de Commonwealth War Graves Commission.
De begraafplaats telt 9 geïdentificeerde Gemenebest graven uit de Tweede Wereldoorlog.